# José Antonio Rodríguez Tello
José Antonio Rodríguez Tello, más conocido como Antonio Tello (Tepic, Nayarit; 23 de noviembre de 1966) es un periodista, productor de radio y televisión del estado de Nayarit, México.

## Biografía
En sus inicios se destacó en la prensa escrita como entrevistador, lo que le mereció el Premio Estatal de Periodismo en dos ocasiones por ese género. Después de dirigir varias publicaciones, fue Secretario de Información y Propaganda del PRI estatal. En 1999 se unió a la campaña electoral de Antonio Echevarría Domínguez, postulado por el PAN y el PRD. Tras el triunfo de Echevarría, fue nombrado Coordinador General de la Unidad de Prensa y Relaciones Públicas (Comunicación Social) del Gobierno del Estado de Nayarit y más tarde fue fundador y director general del Sistema de Radio y Televisión de Nayarit (RTN) desde donde logró la vicepresidencia de La Red de Radiodifusoras y Televisoras Educativas y Culturales de México, A.C.. También fue productor y conductor del programa de televisión "Voces de Nayarit". En 2006, fue gerente general de Alica Medios, empresa operadora de las estaciones de radio XELH y XETD de Nayarit, y XEEJ de Puerto Vallarta, afiliadas a Grupo Radio Centro, donde además dirigió y condujo los noticieros La Red de Radio Red en Nayarit. De 2010 a 2014 fue corresponsal en Nayarit del periódico 'El Universal del Distrito Federal.
Actualmente se desempeña como fundador y director del canal de televisión local 8NTV y del portal de noticias NTV

## Nayarit en línea
El 26 de enero de 2006 fundó el blog "Nayarit en línea" con información política y de actualidad. En 2010 causó revuelo entre los nayaritas en redes sociales por su cobertura puntual de la violencia generada por el crimen organizado. Actualmente es el portal de noticias líder en Nayarit y ha sido referencia en medios nacionales e internacionales sobre ese estado mexicano.
El día 29 de abril de 2018 entró al aire el canal 8ntv, un proyecto surgido a partir de la plataforma Nayarit en Línea Televisión.